# El Chicote
El Chicote är en ort i Mexiko.   Den ligger i kommunen Tijuana och delstaten Baja California, i den nordvästra delen av landet, 2 300 km nordväst om huvudstaden Mexico City. El Chicote ligger 351 meter över havet och antalet invånare är 171.
Terrängen runt El Chicote är kuperad åt sydost, men åt nordväst är den platt. El Chicote ligger uppe på en höjd. Runt El Chicote är det tätbefolkat, med 913 invånare per kvadratkilometer. Närmaste större samhälle är Tijuana, 8,1 km norr om El Chicote. Omgivningarna runt El Chicote är i huvudsak ett öppet busklandskap.